# Candelaria Herrera
Candelaria Lucia Herrera Rodriguez, född 28 januari 1999 i San Juan, Argentina är en volleybollspelare (center). Herrera spelar med Argentinas landslag samt klubblaget Saint-Cloud Paris Stade Français i Frankrike. 
Herrera har spelat volleyboll på klubbnivå i Argentina och Frankrike, samt med universitetslag i USA. Med landslaget har hon deltagit vid både OS 2020 och VM 2022.